# Semington
Semington est un village et une paroisse civile dans le Wiltshire, en Angleterre. Le village est situé à environ 3 km au sud de Melksham et environ 5 km au nord-est de Trowbridge.
La paroisse comprend les hameaux de Littlemarsh et Littleton.
Le village a deux écluses sur le canal Kennet et Avon, connu sous le nom d’écluses de Semington, et marque le début du canal désaffecté de Wilts et Berks.

## Géographie
Dans le village, il y a plus de 500 habitations, une école primaire, une salle des fêtes, des courts de tennis publics et un parc pour les enfants.
Littlemarsh est un hameau au sud de Semington, situé le long de l'ancien tracé de la route A350. Littleton n’est plus peuplé, et la seule zone actuellement désigné comme appartenant à Littleton est le rond-point au croisement des routes A350 et A361.

## Histoire

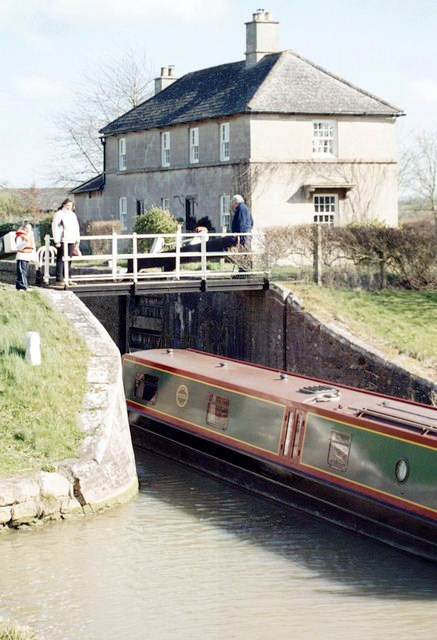
Quelques mouillages et une entreprise de location de péniche sur le canal Kennet et Avon attire fréquemment du trafic des bateaux de plaisance

### Canaux
Le canal Kennet et Avon traverse un terrain marécageux sur un talus en bordure nord du village. 
Les deux écluses de Semington ont été construites entre 1794 et 1802, sous la supervision de l'ingénieur John Rennie, et ce tronçon du canal est maintenant administré par British Waterways. Elles permettent de remonter un dénivelé de 4,9 m (16 pi 1 po). Les deux écluses de Semington sont connues sous le nom de Buckley (numéro 15) et de Barrett (no 16).
Près des écluses se trouve le point de raccordement des canaux Wilts et Berks et Kennet et Avon. Le canal Wilts et Berks est désaffecté mais la fiducie du canal Wilts et Berks le restaure. À l’est des écluses, le canal passe sur l’aqueduc de Semington construit en 2004 pour permettre à la route A350 de contourner le village de Semington . Un autre aqueduc transporte le canal sur Semington Brook.
Le canal, le chemin de halage et les haies à proximité sont favorables à la faune et en août 2007 des campagnols terrestres ont été observés.

### Seconde Guerre mondiale
Pendant la Seconde Guerre mondiale, Semington était sur la ligne GHQ qui suivait le cheminement du canal. Semington fut désigné comme centre de résistance : de vastes fossés anti-chars furent construits à l'est, au sud et à l'ouest du village, ils étaient surveillés par un certain nombre de casemates. Les défenses furent construites dans le cadre des préparatifs britannique contre l'invasion.

## Église paroissiale

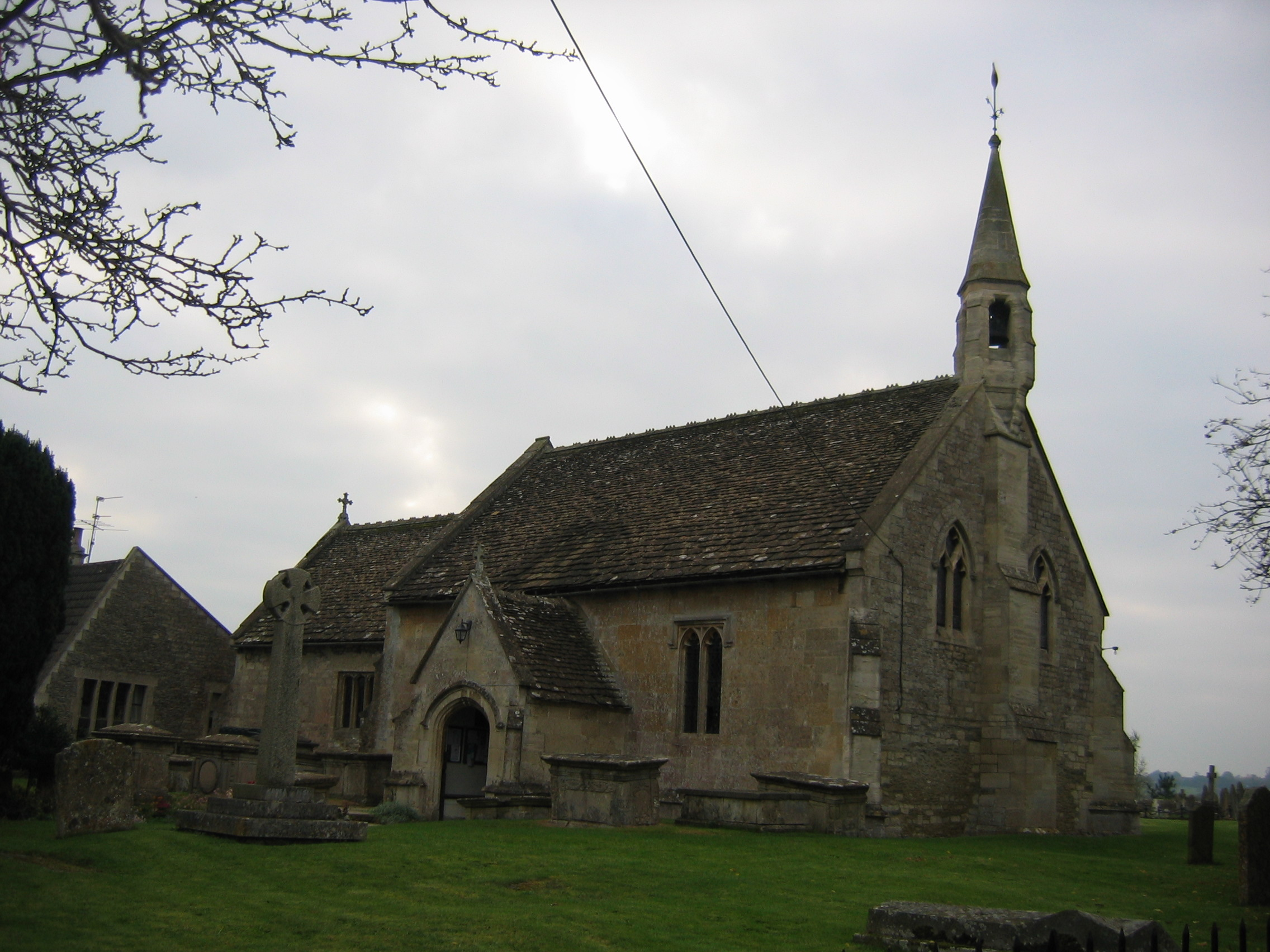
Église de Semington

L’église paroissiale de l'Église d'Angleterre de St George est un monument classé grade II. [9] Il abrite une kermesse chaque été dans les jardins du manoir.

## Économie

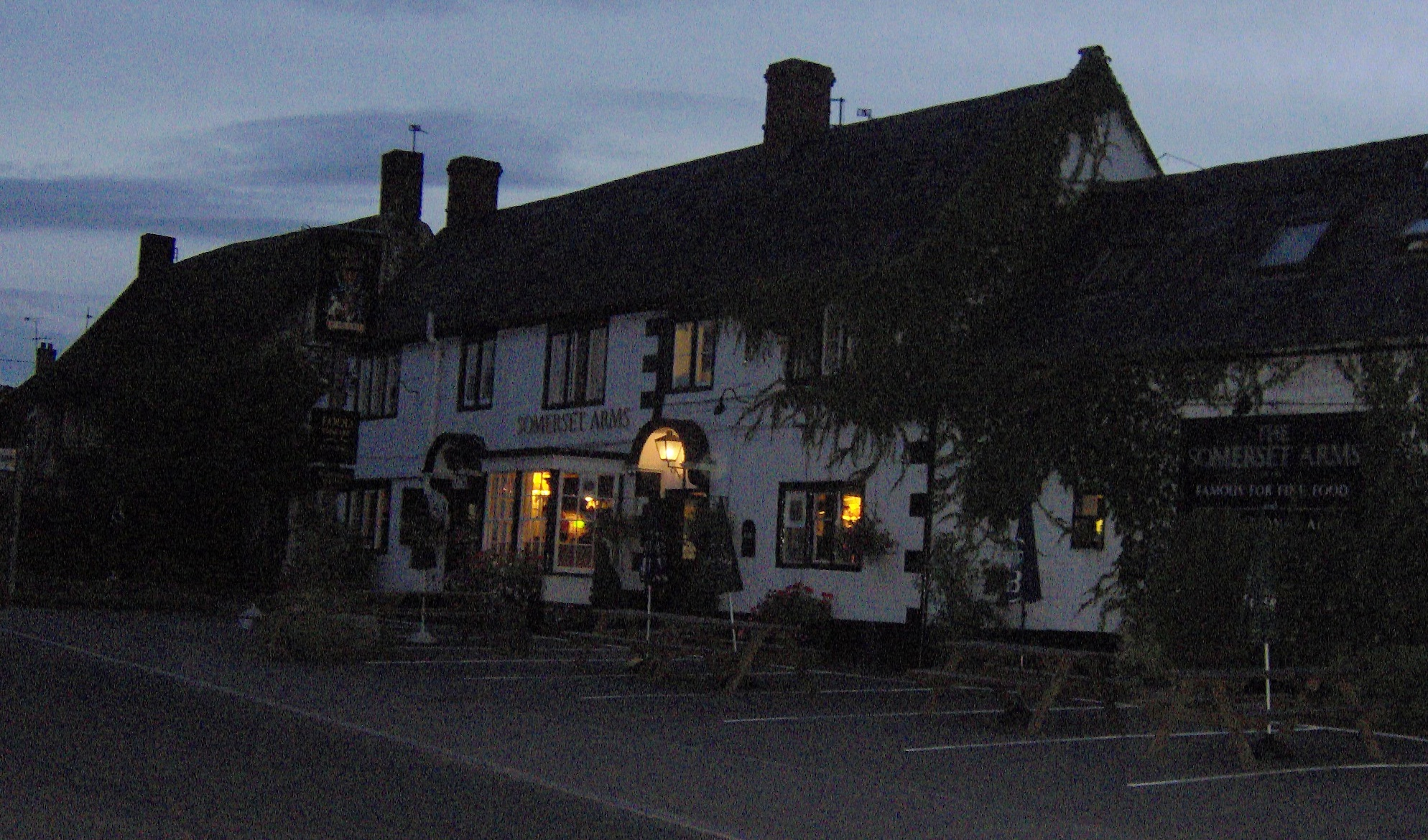
Le pub, The Somerset Arms

Semington dispose d'un pub, The Somerset Arms, qui est populaire auprès des voyageurs du canal. À environ 1 km au nord du village, se trouve centre d’affaire d’Hampton West Park, qui est le siège social de sociétés telles que G-Plan, Avon Rubber plc et un grand centre d'opérations de police du Wiltshire.

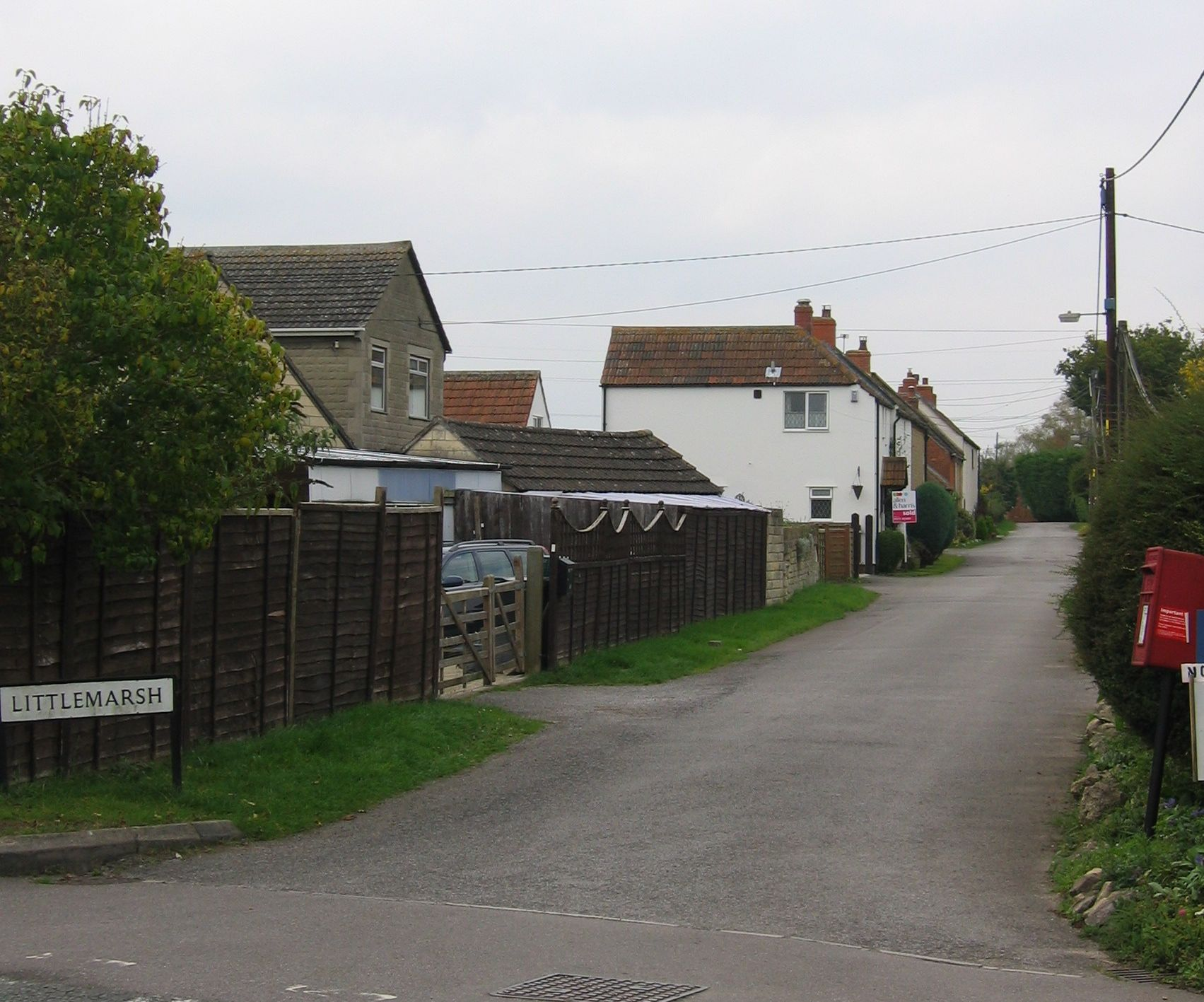
Le hameau de Littlemarsh qui fait partie de la paroisse de Semington

## Résidents notables
- Thomas Helliker (1784–1803), martyr syndicaliste, exécuté pour son rôle dans la destruction par le feu du moulin de Semington
- Isaac Gulliver (1745–1822), contrebandier